# 平和戰鬥
平和戰鬥發生於1923年7月23日，地點則是在中國閩南。是北洋政府時期內戰之一，交戰兩方為粵軍陳炯明及閩督臧致平，戰鬥末了，粵軍陳炯明獲得勝利，閩軍喪失重要閩南據點。